# Gräberfeld von Byxelkrok

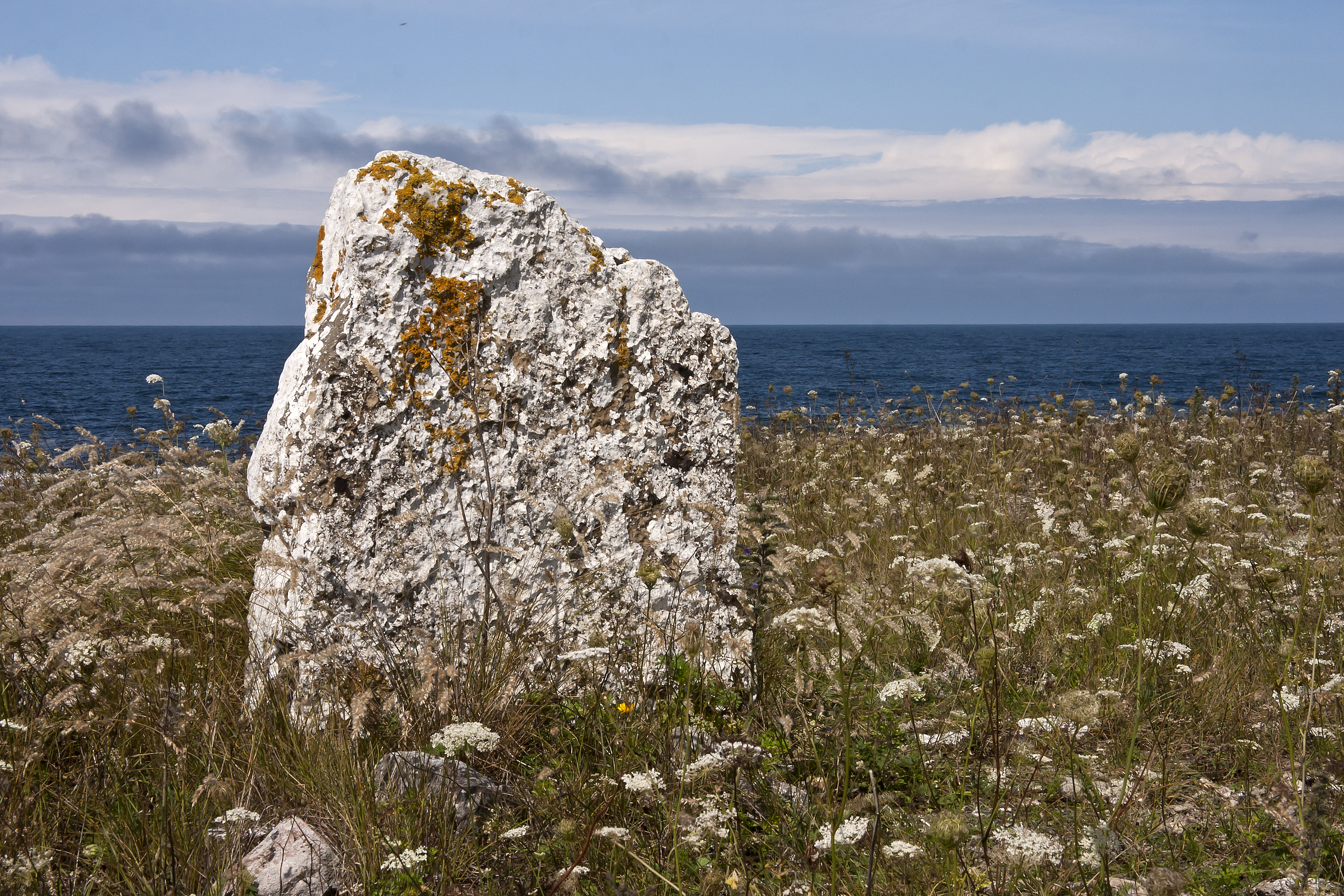
Bautastein auf dem Gräberfeld von Byxelkrok

Das 150 auf 30 Meter messende wikingerzeitliche (800–1050 n. Chr.) Gräberfeld von Byxelkrok liegt nahe der Stadt Byxelkrok an der Nordspitze der schwedischen Ostseeinsel Öland südlich des Naturschutzgebietes „Neptuni åkrar“ (deutsch „Neptuns Felder“). Es handelt sich um das nördlichste Gräberfeld Ölands.
Das Gräberfeld liegt in den Geröllbänken oberhalb der Küstenlinie. Dort befinden sich 32 kleine runde Rollsteinhaufen, neun Steinkisten, zwölf Rösen, ein Treudd, ein Bautastein sowie die Reste der Schiffssetzung „Forgallaskeppet“. Das Steinschiff ist schwer zu erkennen, da es aus niedrigen Kalksteinplatten erstellt ist. Im Jahre 1935 wurden acht Gräber untersucht. Darunter war ein fundreiches Frauengrab. Man entdeckte eine Spange mit Bronzekette, ein Paar ovale Buckelspangen, ein Eisenmesser, das in den Resten einer bronzebeschlagenen Lederscheide steckte, eine Glasperle, eine beinerne Nadelbüchse und eine eiserne Schere. 
Südlich des Gräberfeldes befindet sich der Stein Höga flisa.